# Ptilotus
Ptilotus es un género de  fanerógamas  pertenecientes a la familia Amaranthaceae.  Comprende 143 especies descritas y de estas, solo 12 aceptadas.

## Taxonomía
El género fue descrito por Robert Brown y publicado en Prodromus Florae Novae Hollandiae 415. 1810. La especie tipo no ha sido designada.

## Especies aceptadas
A continuación se brinda un listado de las especies del género Ptilotus aceptadas hasta octubre de 2011, ordenadas alfabéticamente. Para cada una se indica el nombre binomial seguido del autor, abreviado según las convenciones y usos.
- Ptilotus auriculifolius (Moq.) F. Muell.
- Ptilotus divaricatus (Gaudich.) F. Muell.
- Ptilotus drummondii (Moq.) F. Muell.
- Ptilotus fraseri (Moq.) F. Muell.
- Ptilotus humilis (Nees) F. Muell.
- Ptilotus macrocephalus (R. Br.) Poir.
- Ptilotus obovatus (Gaudich.) F. Muell.
- Ptilotus polystachyus (Gaudich.) F. Muell.
- Ptilotus schwartzii (F. Muell.) Tate
- Ptilotus seminudus (J.M. Black) J.M. Black
- Ptilotus sericostachyus (Nees) F. Muell.
- Ptilotus spathulatus (R. Br.) F. Muell.